# Ivan Čargo
Ivan Čargo, slovenski slikar, ilustrator, scenograf in karikaturist, * 25. februar 1898, Tolmin, † 11. avgust 1958, Ljubljana.

## Življenje in delo
Oče mu je bil ravnatelj zemljiške knjige Franc Čargo, mati mu je bila Amalija (rojena Sovdat). Slikarstvo je študiral v Firencah in Rimu. V letih 1924–1927 je bil scenograf Ljudskega gledališča v Gorici; 1927–1937 je živel v Beogradu. Med vojno je bil do kapitulacije Italije v različnih zaporih, nato se je pridružil prekomorskim brigadam po koncu vojne pa je v Ljubljani živel bohemsko življenje.
Sprva je slikal v impresionističnem duhu Riharda Jakopiča. Šolanje v Italiji in potovanja sta v njem stopnjevala navdušenje za futurizem in ekspresionizem, blizu pa so mu bili tudi drznejši konstruktivisti. Pozneje je vnašal v svoje slikarstvo kubistične stilizacije. Po letu 1931 se je posvečal predvsem risbi z rdečo kredo in rdečim svinčnikom, načenjal socialne teme in razvijal samosvoj slog; ukvarjal se je tudi s scenografijo in karikaturo in časopisno ilustracijo.
Njegovi najznačilnejši motivi so delavec, rudar, »hlapec Jernej«, Gorki, Lenin in drugi. Med pomembnejša dela sodijo futuristični Avtoportret (1926), Portret arhitekta (1926), Ljudje na sprehodu (1931), V jetnišnici (1931). Posmrtni razstavi sta mu priredili 1972 Mestna galerija Ljubljana in 1981 Goriški muzej v Novi Gorici.